# Kenya International 1994
Die Kenya International 1994 im Badminton fanden Ende Januar 1994 statt.

## Sieger und Platzierte
| Disziplin    | Gold                        | Silber                     | Bronze                            |
| ------------ | --------------------------- | -------------------------- | --------------------------------- |
| Herreneinzel | Mehul Joshi                 | Simon Kihara               | Fred Gituku                       |
| Herreneinzel | Mehul Joshi                 | Simon Kihara               | Charles Gacheru                   |
| Dameneinzel  | Annet Nakamya               | Helen Luziika              | June Kinyanjui                    |
| Dameneinzel  | Annet Nakamya               | Helen Luziika              | Edith Wamalwa                     |
| Herrendoppel | Fred Gituku Abraham Wogute  | Simon Kihara Tom Manda     | Mehul Joshi Moses Kabogere        |
| Herrendoppel | Fred Gituku Abraham Wogute  | Simon Kihara Tom Manda     | Christopher Musaazi Frank Nsubuga |
| Damendoppel  | Anna Ng'ang'a Edith Wamalwa | Janet Muasya Annet Nakamya | Helen Luziika Namusisl            |
| Damendoppel  | Anna Ng'ang'a Edith Wamalwa | Janet Muasya Annet Nakamya | June Kinyanjui Deepa A. Shah      |
| Mixed        | Frank Nsubuga Edith Wamalwa | Vijai Maini Naila Valani   | Simon Kihara Anna Ng'ang'a        |
| Mixed        | Frank Nsubuga Edith Wamalwa | Vijai Maini Naila Valani   | Ramnik Shah Deepa A. Shah         |